# Шешоры (фестиваль)
«Шешо́ры» (укр. Шешори) — ежегодный международный фестиваль этнической музыки и лэндарта, проводимый на Украине. Основан в 2003 году. В 2003—2006 годах, 12-14 июля, фестиваль проводился в одноимённом селе Косовского района Ивано-Франковской области. В 2006 собрал более 10 000 человек. В 2007 году прошел на окраине села Воробиевка Немировского района Винницкой области. В 2008 также проводился вблизи села Воробиевка. С 2009 года фестиваль не проводится.